# Сомалья, Джулио Мария делла
Джулио Мария делла Сомалья (итал. Giulia Maria della Somaglia; 29 июля 1744, Пьяченца, Пармское герцогство — 2 апреля 1830, Рим, Папская область) — итальянский куриальный кардинал. Секретарь Священной Конгрегации индульгенций и священных реликвий с 25 марта 1775 по июль 1784. Секретарь Священной Конгрегации обрядов с июля 1784 по январь 1787. Секретарь Священной Конгрегации по делам епископов и монашествующих с января 1787 по 1 июня 1795. Латинский патриарх Антиохии с 15 декабря 1788 по 1 июня 1795. Генеральный викарий Рима и Префект Священной Конгрегации резиденции епископов с 22 сентября 1795 по 28 сентября 1818. Камерленго Священной Коллегии кардиналов с 1797 по 1798 и с 1799 по 23 февраля 1801. Губернатор Рима и Вице-камерленго Святой Римской Церкви с 12 февраля 1798 по 30 октября 1800. Префект Священной конгрегации обрядов с 30 октября 1800 по 2 апреля 1830. Секретарь Верховной Священной Конгрегации Римской и Вселенской Инквизиции с 20 мая 1814 по 2 апреля 1830. Вице-декан Священной Коллегии кардиналов с 21 декабря 1818 по 29 мая 1820. Вице-канцлер Святой Римской Церкви с 2 октября 1818 по 2 апреля 1830. Декан Священной Коллегии кардиналов и Префект Священной конгрегации церемониала с 10 мая 1820 по 2 апреля 1830. Государственный секретарь Святого Престола и Префект Священной Конгрегации Священной Консульты с 28 сентября 1823 по 17 января 1828. Пропрефект Священной Конгрегации пропаганды веры с 24 января 1824 по 1 октября 1826. Библиотекарь Святой Римской Церкви с 1 октября 1826 по 2 апреля 1830. Кардинал-священник с 1 июня 1795, с титулом церкви Санта-Сабина с 22 сентября 1795 по 20 июля 1801. Кардинал-священник с титулом церкви Санта-Мария-сопра-Минерва с 20 июля 1801 по 26 сентября 1814. Кардинал-священник с титулом церкви Сан-Лоренцо-ин-Дамазо in commendam с 2 октября 1818 по 2 апреля 1830. Кардинал-епископ Фраскати с 26 сентября 1814 по 21 декабря 1818. Кардинал-епископ Порто и Санта-Руфина с 21 декабря 1818 по 29 мая 1820. Кардинал-епископ Остии и Веллетри с 29 мая 1820 по 2 апреля 1830.